# Ordre Martiniste des Chevaliers du Christ
De Ordre Martiniste des Chevaliers du Christ werd in 1975 door Marcel Jirousek in Brussel opgericht als een afsplitsing van een bestaande Martinistenorde die haar filiatie ontleent aan de Novikov ritus van het Martinisme.
Andere bronnen geven aan dat deze orde werd gesticht door Armand Toussaint, geïnitieerd door Serge Marcotoune, die hier grootmeester van was tot zijn overlijden in 1994.
Deze Orde heeft onder meer een chapter Saint-Michel n° 5 in Brussel.